# Đảng Phục hưng Khmer
Đảng Phục hưng Khmer (Kanapac Khemara Ponnakar, tiếng Pháp: parti de rénovation Khmère) là một đảng phái chính trị chống cộng sản, chủ nghĩa dân tộc và bảo hoàng được thành lập tại Campuchia vào tháng 9 năm 1947. Năm 1955, nó trở thành một trong những yếu tố cốt lõi của phong trào chính trị Sangkum của Hoàng thân Norodom Sihanouk. Đảng đóng một vai trò chính yếu trong lịch sử vì các thành viên chủ chốt là tướng Lon Nol và Hoàng thân Sisowath Sirik Matak về sau sẽ lãnh đạo cuộc đảo chính cánh hữu vào năm 1970 chống lại chế độ Sihanouk và phong trào Sangkum.

## Lịch sử
Đảng Phục hưng Khmer do nhà chính trị, tướng Nhiek Tioulong và cảnh sát trưởng Lon Nol sáng lập nên. Nhà lãnh đạo trên danh nghĩa của đảng là phải tôn kính Hoàng thân Sisowath Monipong, một trong hai người con trai của vua Sisowath Monivong và một trong những ứng cử viên đã để tuột mất ngai vàng cho Sihanouk vào năm 1941. Các thành viên nổi bật khác bao gồm Chau Sen Cocsal Chhum, người đóng vai trò như một cố vấn cho Tioulong và Nol thành lập đảng và Chuop Hell.
Đảng có tên gọi chính thức là "Renos", chủ yếu đề xướng một chương trình bảo hoàng và xã hội bảo thủ, dù nó ủng hộ độc lập nhiều hơn so với Đảng Tự do cũng bảo thủ tương tự của Hoàng thân Norodom Norindeth, thế nhưng nó đã thu hút các quan chức cấp cao và một số thành viên của hoàng tộc cũng như các sĩ quan quân đội. Viễn cảnh của Đảng Phục hưng Khmer gần giống như kiểu ủng hộ chế độ quân chủ, trong đó nhấn mạnh Campuchia và chế độ quân chủ của nó trong lịch sử thế giới và kiểu hậu thuộc địa, được tượng trưng bởi biểu tượng bầu cử là Nữ thần Địa Cầu chồng lên trên bản đồ thuộc địa. Đảng còn xuất bản một tờ báo làm cơ quan ngôn luận là Khmera hoặc Rénovation bằng cả tiếng Pháp và tiếng Khmer. Monipong trở thành Thủ tướng Chính phủ của một chính phủ thống nhất từ giữa tháng 6 năm 1950 và tháng 2 năm 1951.
Lon Nol đã lãnh đạo đảng tham gia bỏ phiếu trong cuộc bầu cử năm 1951, mặc dù nhận được 9,1% tổng số phiếu bầu nhưng đảng của ông chỉ giành được tổng cộng 2 ghế trong Quốc hội.
Dù Đảng Phục hưng Khmer chỉ giới hạn thành công trong cuộc bầu cử thì cả Lon Nol lẫn Sirik Matak về sau đều trở thành những chính trị gia nổi bật có chức có quyền trong khi một thành viên trong đảng sẽ trở thành một trong những nhóm chính trị chính đằng sau sự hình thành phong trào Sangkum của Hoàng thân Sihanouk. Nhiek Tioulong trở thành Thủ tướng dưới thời Sangkum và sau này trở thành một nhân vật nổi bật trong tổ chức thân bảo hoàng FUNCINPEC. Lon Nol cũng trở thành Thủ tướng, nhưng cùng với Sirik Matak lãnh đạo cuộc đảo chính năm 1970 phế truất Sihanouk và tiến tới thành lập nước Cộng hòa Khmer.